# Geschichte des Wellenreitens in Europa
Die Geschichte des Wellenreitens in Europa ist relativ kurz. Neben Einflüssen aus den USA und Polynesien wurde der Sport an verschiedenen Orten mit vorhandenen Mitteln entwickelt.

## Regionale Entwicklungen

### Frankreich
Junge Waldarbeiter aus der Umgebung von Dax in Frankreich, die nach der Arbeit in den am Atlantischen Ozean gelegenen Wäldern im Meer badeten, erfanden 1896 ein Wasserspiel. Es kam vor, dass von der afrikanischen Küste zurückkommende Segelschiffe bei schlechter See einen Teil ihrer Holzladung verloren, diese über Bord ging und durch die Strömung in Richtung der Küste gespült wurde. Einige der jungen Leute verstanden es, solche von den Wellen getriebenen Stämme zu reiten. Dabei hatten sie die Idee, diese Stämme längs zu halbieren, um die Schwimmfähigkeit zu verbessern. Die Zuschauer, die diesen jungen Leute zusahen, benannten diese schwimmenden Geräte „Coungates“ und die, welche sie ritten „Coungatataous“.
Adrien Durupt, ein Architekt und Ingenieur, der mit Gustave Eiffel gearbeitet und der im Rahmen seiner Arbeit die Welt durchquert hatte, wird als der erste wahre europäische Surfer angesehen. Er war unter anderem 1907 in Kalifornien gewesen, von wo er ein Surfbrett mitgebracht hatte. Er navigierte regelmäßig mit dem Segelschiff auf den Sandbänken zwischen Baguenaud und Evens in der Nähe von La Baule-Escoublac, um surfen zu können. Einige Jahre später wurde das Surfen durch den Kameramann, Filmproduzenten und Filmemacher Peter Viertel erneut an die baskische Küste z. B. Biarritz gebracht.

### Großbritannien
Bereits 1919 versuchten sich einige Surf-Enthusiasten in North Cornwall mit Holzbrettern an dieser neuen Sportart. In Großbritannien gründete Nigel Oxenden, der in Südafrika, in Australien und auf Hawaii surfen gelernt hatte, 1923 die Surfschule der Insel Jersey. Sie war wahrscheinlich Europas ältester Surfclub.
Die frühen Surfer von Jersey waren Bodyboarder. Einige der allerersten Balsaholzbretter, die in Jersey in den 1930er Jahren hergestellt wurden, wurden von Oxenden gemacht. Die Bretter waren mit heraldischen Motiven bemalt und hatten alle Boardleashes. In Cornwall stellte ein Bestatter die ersten Surfboards aus alten Särgen her. Daher der frühe Spitzname „coffin lid“ (Sargdeckel).
Die Besetzung Jerseys während des Zweiten Weltkrieges durch die Deutschen setzte dem Surfsport ein Ende, da die Strände vermint wurden. Der Sport wurde erst durch die Ankunft einer Gruppe südafrikanischer Rettungsschwimmer in den 1950er Jahren wieder belebt.

### Spanien
Im spanischen Baskenland (Euskadi) entwickelte José Luis Elejoste das Planking (kleine Bretter feinen Holzes mit einer gebogenen Spitze) während der 1940er und 1950er Jahre und machte dies auf Anhieb populär. Er schuf somit die Grundlagen dafür, dass das Surfen in der Biskaya bei Biarritz eingeführt wurde. 1955 stellte er als erster Spanier ein Surfbrett aus Holz von zweieinhalb Metern her.
In Bilbao sah José Luis Elejoste im Kino Filme und Dokumentationen über den Pazifik, wo er Menschen sah, die Wellen aufrecht auf einem Brett ritten. Er bat Freunde, die Seeleute waren, ihm ein Surfbrett mitzubringen. 1944 las er in Reader’s Digest, dass ein Surfklub auf Hawaii und ein anderer in Kalifornien existierten. Da keiner seiner Freunde ihm ein Brett brachte, beschloss er, an diese Klubs zu schreiben, bekam aber nie eine Antwort. Daher baute er sich um 1955 selbst ein Brett aus Holz. Dieses war ein riesen Planking von 22 kg, woraus mehr als 30 wurden, als er aus dem Wasser herauskam.
Erst vier Jahre später lernte er auf einer Reise nach Biarritz richtige Surfbretter kennen. Vilallonga lieh ihm sein Brett aus Holz von 3,25 Metern, und es war das erste Mal, dass er aufrecht auf einem Surfbrett surfen konnte.

### Portugal
Die erste Aufzeichnung des Surfens mit einem Bodyboard in Portugal wurde in den 1920er Jahren gemacht. Sie zeigt einige Athleten mit einem rudimentären Brett am Strand von Leça da Palmeira. Nach dem Zweiten Weltkrieg entwickelte sich der Ort Carcavelos nahe Lissabon zum ersten Surfzentrum des Landes. Anfang der 1960er Jahre erschienen die ersten modernen Surfboards, aber das Surfen war noch weit davon entfernt, in Portugal ein Massensport zu werden. 
Nach der Nelkenrevolution 1974 begann das Surfen allmählich keine Bizarrerie von Hippies oder nur das Hobby eines Halbdutzend alternativer Sportler zu sein. Dazu trugen die Aufstellung der ersten Nationalmannschaft, die 1987 beim Eurosurf-Wettbewerb in Les Sables-d’Olonne teilnahm, und die Entstehung des Portugiesischen Surfverbands (Federação Portuguesa de Surf) 1989 bei. Ab 1990 finden die Buondi Billabong Pro in Ericeira und weitere Wettbewerbe im Land statt, die einen wesentlich Anteil an der Verbreitung dieses Sports hatten. 
Ab 2010 entwickelte sich Peniche mit dem Strand Supertubos zum neuen Surfzentrum Portugals. Beim Rip Curl Pro Peniche finden sich jährlich bis zu 30.000 Zuschauer ein.

### Deutschland
In Deutschland wurde nicht vor Mitte der 1950er Jahre gesurft. Damals begannen einige Rettungsschwimmer auf Sylt, auf selbstgebastelten Paddleboards, die um die 50 kg wogen, wellen zu reiten. 1964 brachte Uwe Behrens, ebenfalls Rettungsschwimmer von Sylt, das erste echte Surfbrett von einer Reise in Frankreich nach Deutschland.
Das Surfen etablierte sich in Europa erst allmählich. Inzwischen hat die Surfindustrie mehrere 10.000 Arbeitsplätze, und Surfer gehören an vielen Küsten zum alltäglichen Anblick.